# America's Cup
A America’s Cup (Copa AméricaPB, Taça AméricaPE) e informalmente conhecida como Auld Mug, é a mais famosa e prestigiada regata do iatismo, e o mais antigo troféu do esporte internacional depois do jeu de paume, antecedendo os Jogos Olímpicos modernos de 45 anos. O esporte atrai os principais navegadores e projetistas de iates do mundo por causa da sua longa história e prestígio como o "cálice sagrado" do iatismo. As regatas da America's Cup são realizadas entre dois veleiros: um do iate clube que atualmente detém o troféu (conhecido como defensor) e o outro iate clube que disputa a taça (o desafiante). As competições são realizadas com vários anos de intervalo em datas acordadas entre o defensor e o desafiante. Não há um cronograma fixo, mas as corridas geralmente são realizadas a cada três ou quatro anos.
A taça era originalmente conhecida como 'RYS £ 100 Cup', concedida em 1851 pelo British Royal Yacht Squadron para uma corrida ao redor da Ilha de Wight, no Reino Unido. O iate vencedor foi uma escuna chamada America, de propriedade de um sindicato de membros do New York Yacht Club (NYYC). Em 1857, o sindicato doou permanentemente o troféu ao NYYC, sob uma escritura de presente que renomeou o troféu como 'America's Cup' após o primeiro vencedor e exigiu que ele fosse disponibilizado para competição internacional perpétua.
Qualquer iate clube que atenda aos requisitos especificados na escritura de doação tem o direito de contestar o iate clube que atualmente detém a taça. Se o clube desafiante vencer a competição, ele ganha a mordomia da taça. Desde a primeira defesa da taça em 1870 até a vigésima defesa em 1967, sempre houve apenas um desafiante. Em 1970, vários desafiantes se inscreveram, então uma série de seleção foi realizada para decidir qual candidato se tornaria o desafiante oficial e competiria na partida da Copa América. Esta abordagem foi usada para cada competição subsequente. A Prada Cup (conhecida como Louis Vuitton Cup de 1983 a 2017) é concedida ao vencedor da série de seleção de desafiantes. A história e o prestígio associados à Copa América atraem os melhores velejadores do mundo, designers de iates, empresários ricos e patrocinadores. É um teste de habilidade de velejar, projeto de barcos e velas e habilidades de angariação de fundos e gestão. Competir pela copa é caro, com equipes modernas gastando mais de US$ 100 milhões cada; estima-se que o vencedor de 2013 gastou US$ 300 milhões na competição.
O troféu foi mantido pelo NYYC de 1857 até 1983. O NYYC defendeu com sucesso o troféu vinte e quatro vezes seguidas antes de ser derrotado pelo Royal Perth Yacht Club, representado pelo iate Australia II. Incluindo a vitória original de 1851, o reinado de 132 anos do NYYC foi a sequência de vitórias mais longa (em termos de tempo) em qualquer esporte. As primeiras partidas da copa foram disputadas entre iates de 65 a 90 pés (20 a 27 m) na linha d'água de propriedade de esportistas ricos. Isso culminou com as regatas da Classe J da década de 1930. Após a Segunda Guerra Mundial e quase vinte anos sem um desafio, o NYYC fez alterações na escritura de doação para permitir que iates menores e mais baratos da classe de 12 metros competissem; esta classe foi usada de 1958 até 1987. Foi substituída em 1990 pela International America's Cup Class, que foi usada até 2007.
Após uma longa batalha legal, a Copa América de 2010 foi disputada em iates multicascos de 27 m em Valência, Espanha. O vitorioso Golden Gate Yacht Club então elegeu para disputar a Copa América de 2013 em catamarãs de florete AC72, vela de asa e defendeu com sucesso a taça. A partida da America's Cup de 2017 foi disputada em catamarãs de foiling de 50 pés, após batalhas legais e disputas sobre as mudanças nas regras. A America's Cup é atualmente realizada pelo Royal New Zealand Yacht Squadron, que defendeu com sucesso a 36ª America's Cup em março de 2021 usando um monocasco AC75 chamado Te Rehutai, de propriedade e navegado pelo sindicato Team New Zealand. A próxima America's Cup será disputada entre o Royal New Zealand Yacht Squadron e o Royal Yacht Squadron, em data a ser determinada. As partidas da 37ª e 38ª Copa América serão realizadas em iates da classe AC75.

## História

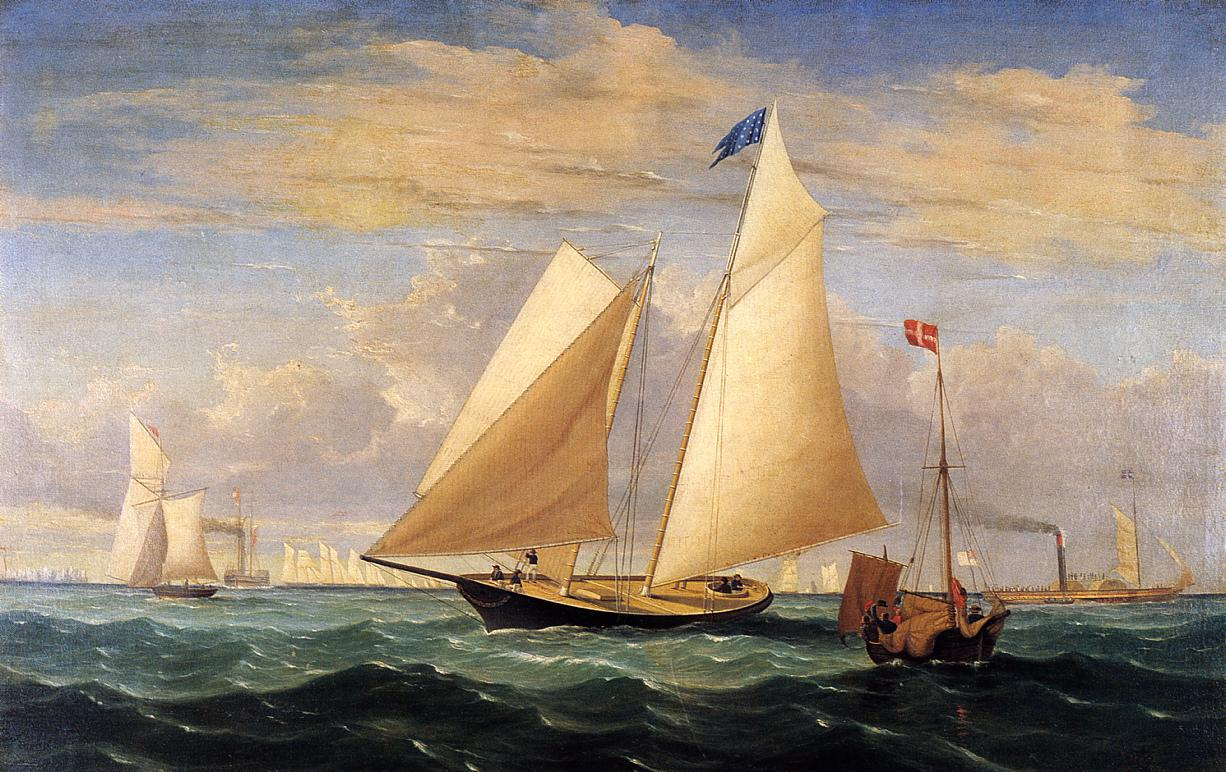
O iate "America", vencedor em 1851

A Taça é um jarro sem fundo de prata esterlina ornamentado criado em 1848 por Garrard & Co. Henry Paget, 1.º Marquês de Anglesey comprou um e doou para a Regata Anual de 1851 do Royal Yacht Squadron em torno da Ilha de Wight.
Era originalmente conhecido como o "RYS £ 100 Cup", representando um copo de cem libras ou "soberanos" em valor. A taça foi posteriormente gravada erroneamente como a "100 Guinea Cup" pelo sindicato da América, mas também foi chamada de "Queen's Cup" (uma guiné é uma antiga unidade monetária de uma libra e um xelim, agora £ 1,05). Hoje, o troféu é oficialmente conhecido como "America's Cup" em homenagem ao iate vencedor de 1851, e é carinhosamente chamado de "Auld Mug" pela comunidade de vela. Está inscrito com os nomes dos iates que competiram por ele, e foi modificado duas vezes adicionando bases correspondentes para acomodar mais nomes.

### 1851: América vence a Copa
Em 1851, o comodoro John Cox Stevens, membro fundador do incipiente New York Yacht Club (NYYC), formou um sindicato de seis pessoas para construir um iate com a intenção de levá-lo para a Inglaterra e ganhar algum dinheiro competindo em regatas de iates e corridas. O sindicato contratou o designer de barcos e piloto George Steers para fazer uma escuna de 101 pés (30,78 m), que foi batizada de América e lançada ao mar em 3 de maio de 1851.
Em 22 de agosto de 1851, o América correu contra 15 iates do Royal Yacht Squadron na regata anual de 53 milhas náuticas (98 km) do clube ao redor da Ilha de Wight. O América venceu, terminando 8 minutos à frente do rival mais próximo. A rainha Vitória, que estava assistindo na linha de chegada, teria perguntado quem era o segundo, sendo a famosa resposta: "Ah, Sua Majestade, não há segundo". Os membros sobreviventes do sindicato da América doaram a taça por meio do Deed of Gift of the America's Cup ao NYYC em 8 de julho de 1857, especificando que ela seria mantida em confiança como um troféu de desafio perpétuo para promover a competição amistosa entre as nações.

### 1870–1881: Primeiros desafios

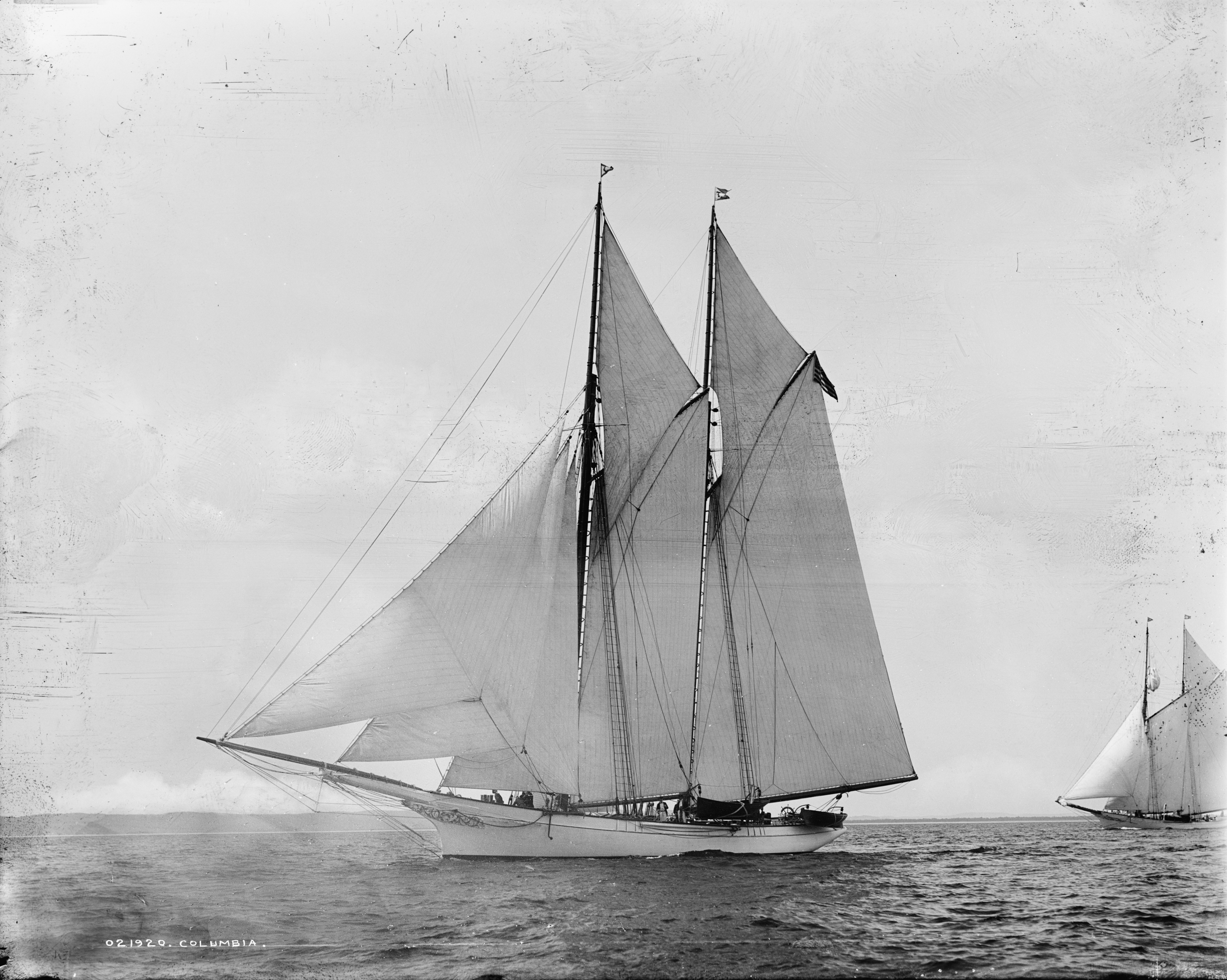
O defensor Columbia, 1871

Nenhum desafio para disputar a Copa foi lançado até que a escuna Cambria (188 toneladas, design de 1868) do magnata ferroviário britânico James Lloyd Ashbury venceu a escuna Yankee Sappho (274,4 toneladas, design de 1867) em 1868. Este o sucesso encorajou o Royal Thames Yacht Club a acreditar que a taça poderia ser trazida de volta para casa e colocou oficialmente o primeiro desafio em 1870. Ashbury entrou com Cambria na corrida da NYYC Queen's Cup em Nova York em 8 de agosto contra uma frota de dezessete escunas. O Cambria ficou apenas em oitavo lugar, atrás do envelhecido America (178,6 toneladas, 1851) em quarto lugar e Magic (92,2 toneladas, 1857) na liderança da frota.
Tentando novamente, Ashbury ofereceu um desafio de corrida melhor de sete para outubro de 1871, que o NYYC aceitou desde que um iate defensor pudesse ser escolhido na manhã de cada corrida. O novo iate de Ashbury, Livonia (264 toneladas), foi derrotado duas vezes seguidas pela nova escuna central de Osgood, o Columbia ( 220 toneladas), que se retirou na terceira regata após desmantelar. O iate Sappho então entrou como defensor para vencer a quarta e quinta corridas, defendendo com sucesso a taça. Embora o evento tenha terminado em acrimônia, Ashbury foi o catalisador para a introdução de uma maior justiça ao não permitir que o defensor usasse vários iates contra um único desafiante.
O próximo desafio, em 1876 do Royal Canadian Yacht Club, foi o primeiro a ser disputado apenas entre dois iates. A escuna Madeleine (148,2 toneladas, 1868), uma defensora anterior da corrida de frota de 1870, derrotou facilmente a desafiante Condessa de Dufferin (221 toneladas, projeto de 1876 de Alexander Cuthbert). Cuthbert apresentou o segundo desafio canadense, financiando, projetando e navegando o primeiro desafio de saveiro para a Copa América em 1881. O pequeno desafiante canadense de 65 pés (19,81 m) Atalanta (84 toneladas, 1881), representando o Bay of Quinte Yacht Club, sofreu com a falta de fundos, construção inacabada e uma entrega difícil através do Canal de Erie do Lago Ontário a Nova York. Em contraste, o NYYC preparou cautelosamente seus primeiros testes de seleção. A chalupa de ferro Mischief (79 toneladas, projeto de 1879 de Archibald Cary Smith) foi escolhida entre quatro candidatos a saveiro e defendeu com sucesso a taça.

### 1885–1887: A regra NYYC

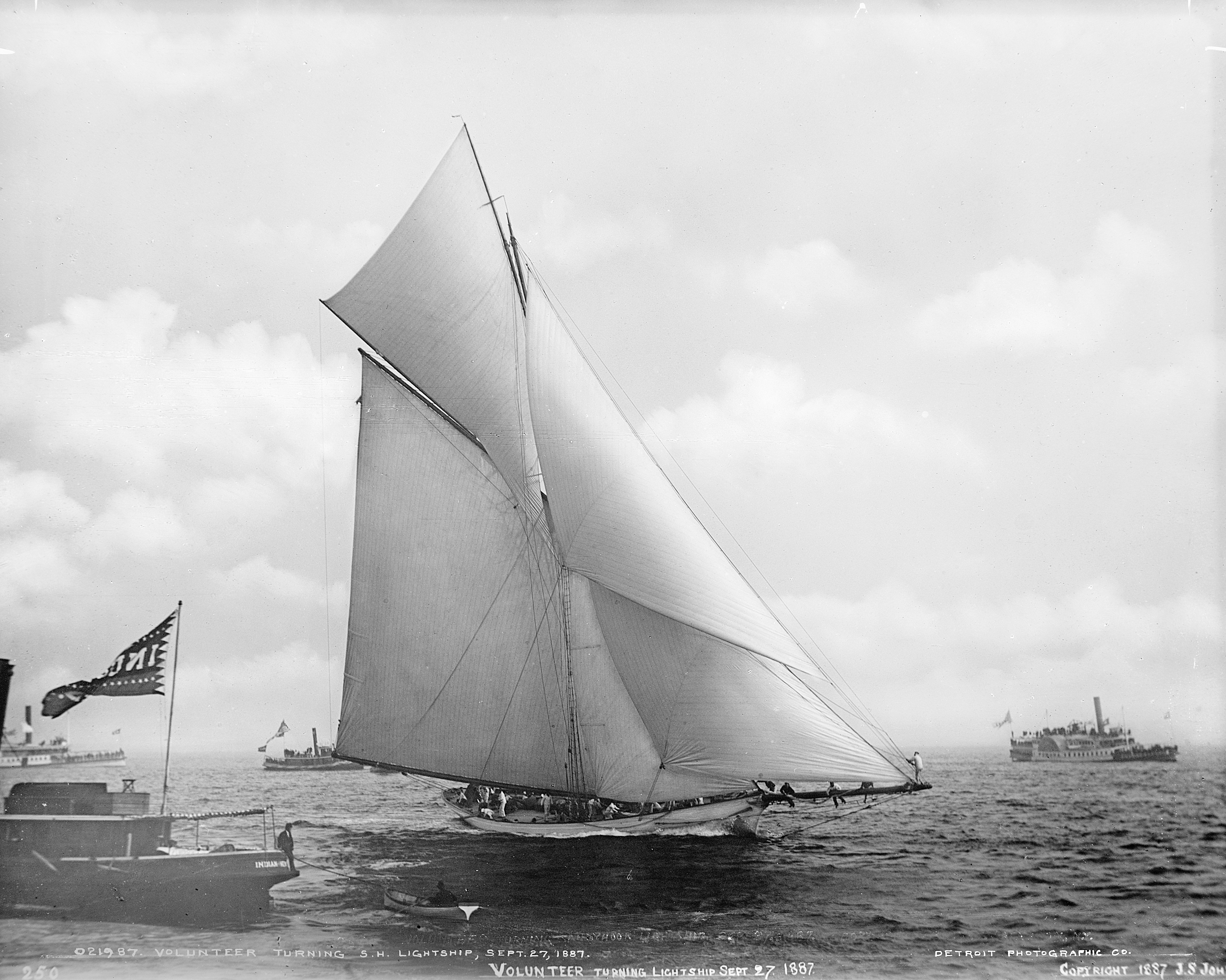
O defensor Volunteer, 1887

Em resposta aos desafios canadenses malsucedidos, a "Segunda Escritura de Doação" foi alterado em 1881 para exigir que os desafios fossem aceitos apenas de clubes de iates no mar. A Escritura foi ainda alterada para determinar que os iates desafiantes devem navegar para o local em seu próprio casco. Além disso, Archibald Cary Smith e o comitê NYYC criaram uma nova regra de classificação que iria durar pelas próximas corridas. Elas incluíram a área de vela e o comprimento da linha d'água no handicap, com penalidades nas linhas d'água com mais de 85 pés (25,91 m). O designer de iates irlandês John Beavor-Webb lançou os desafiantes Genesta (1884) e Galatea (1885), que definiria o design britânico "plank-on-edge" de um casco pesado, profundo e de quilha estreita, tornando os iates muito rígidos, ideais para a brisa britânica. Os barcos chegaram a Nova York em 1885 e 1886 respectivamente, mas nenhum deles superaria os saveiros Puritano ou Mayflower, cujo sucesso em testes de seleção contra muitos outros candidatos provou que o designer de Boston Edward Burgess era o mestre da "corveta de compromisso" (casco leve, largo e raso com placa central). Este paradigma de design provou ser ideal para os ares leves dos Yankees.
Em 1887, Edward Burgess repetiu seu sucesso com Volunteer contra o desafiante escocês Thistle de George Lennox Watson, que foi construído em segredo. Mesmo quando o Thistle foi ancorado em Nova York antes das corridas, seu casco foi coberto para proteger o segredo de suas linhas, que emprestaram do design americano. Ambos Volunteer como Thistle foram completamente sem mobília abaixo do convés para economizar peso.

### 1889–1903: A Regra deSeawanhaka
Em 1887, o NYYC adotou a regra de classificação do Seawanhaka Corinthian Yacht Club, na qual Bristol, RI, o arquiteto naval Nathanael Herreshoff encontrou brechas que ele usaria para fazer melhorias dramáticas no design de iates e para moldar os maiores e mais extremos concorrentes da America's Cup. Tanto Herreshoff quanto Watson passaram a fundir o design do sloop Yankee e o design do cortador britânico para fazer cascos de quilha em forma de S muito profundos. Usando aço, bronze tobin, alumínio e até níquel para novas construções, eles alongaram significativamente as saliências da proa e da popa, estendendo ainda mais a linha d'água da vela à medida que seus barcos adernavam, aumentando assim a velocidade do casco.
O próximo desafio da America's Cup foi inicialmente limitado a 70 pés (21,34 m) de linha d'água em 1889, mas as cláusulas de acordo mútuo de um novo Deed of Gift de 1887 fizeram com que o Royal Yacht Squadron retirasse o promissor desafiante projetado por Watson do Valkyrie de Conde de Dunraven, enquanto ela atravessava o Atlântico. Dunraven desafiou novamente em 1893, pedindo um retorno ao limite mais longo de 85 pés (26 m). Em uma Grã-Bretanha louca por copos, seus quatro maiores cortadores já estavam sendo construídos, incluindo o Valkyrie II de Watson para o desafio de Dunraven. Enquanto isso, os membros mais ricos do NYYC encomendaram dois candidatos à taça de Herreshoff e mais dois de designers de iates de Boston. Charles Oliver Iselin, que dirigia o sindicato por trás de um dos projetos de Herreshoff chamado Vigilant, deu ao arquiteto naval permissão para projetar o iate inteiramente como quisesse. Herreshoff dirigiu o próprio Vigilant e venceu todos os seus rivais em testes de seleção, e defendeu a taça com o sucesso de Valkyrie II.
Instado a desafiar novamente em tamanhos de barco ainda maiores, Dunraven desafiou novamente em 1895 com um limite de linha d'água de 90 pés (27,43 m). O desafiante projetado por Watson, Valkyrie III, recebeu muitas inovações: ele seria mais largo que o defensor e apresentava o primeiro mastro de aço. O NYYC encomendou outro defensor de Herreshoff, que ele construiu em um hangar fechado e lançado à noite para esconder sua construção: o Defender usou um topside de alumínio rebitado em estruturas de aço e bronze de manganês abaixo das águas. Isso economizou 17 toneladas de deslocamento, mas depois submeteu o barco a eletrólise extrema após as corridas da Copa. Valkyrie III perdeu a primeira corrida, foi considerado desqualificado na segunda corrida após uma colisão com o Defender antes da linha de partida, apesar de terminar em primeiro, e por sua vez desistiu da competição. O desenrolar das corridas deixou Dunraven em um amargo desacordo com todas as partes sobre a justiça do comitê da copa em relação às reivindicações. Depois que ele afirmou que havia sido enganado, sua associação honorária do NYYC foi revogada. Henry "Hank" Coleman Haff, foi introduzido no Hall da Fama da Copa América em 2004 por sua partida do Defender em 1895 e trazer a taça de volta. Aos 58 anos, Hank Haff foi o vencedor da taça mais velho da história da corrida.
O clima foi estranho até que o empresário escocês Sir Thomas Lipton se tornou o financiador do desafio de 1899 do Royal Ulster Yacht Club. William Fife foi escolhido para projetar o desafiador iate Shamrock devido ao sucesso passado em águas americanas. Os iates aumentaram novamente em tamanho, e desta vez Herreshoff instalou um mastro de aço telescópico em seu defensor Columbia, mas sua maior contribuição foi recrutar o capitão escocês-americano Charlie Barr. Este último havia dirigido projetos de Fife em águas ianques antes, e ele havia mostrado perfeita coordenação com sua equipe escandinava escolhida a dedo. Mas Barr dirigiu com sucesso o Columbia à vitória, e o notável jogo limpo de Lipton proporcionou um apelo popular sem precedentes ao esporte e à sua marca de chá.
Embora chateado com o Shamrock, Lipton desafiou novamente em 1901, desta vez recorrendo a George Lennox Watson para um "levantador de xícaras": Shamrock II, o quarto e último desafiante de Watson, foi o primeiro candidato a ser completamente testado em tanques. Para defender a Copa, o empresário Thomas W. Lawson financiou para o designer de Boston Bowdoin B. Crowninshield um projeto ousado: seu iate Independence era capaz de um desempenho incomparável por causa de sua linha de navegação extremamente longa, mas ela era amplamente dominada e desequilibrada e sofria de problemas estruturais . Além disso, o fracasso de Lawson em se comprometer com os termos do NYYC para defender a Copa. Herreshoff recebeu novamente uma comissão do NYYC, mas não conseguiu garantir Charlie Barr para comandar seu novo iate Constitution. Em vez disso, o sindicato da Columbia manteve a tripulação de Barr e tentou outra defesa. Inesperadamente, Barr liderou a equipe do Columbia para vencer as provas de seleção e defender com sucesso a taça novamente.
Lipton persistiu em um terceiro desafio em 1903. Com o objetivo de se defender indefinidamente dos desafios de Lipton, o NYYC obteve um enorme orçamento para um único candidato à taça, cujo design seria encomendado a Herreshoff novamente. Aprimorando o Independence e seus projetos anteriores, o novo defensor Reliance continua sendo o maior saveiro de corrida já construído. Ela apresentava um leme com lastro, guinchos de dupla velocidade abaixo do convés e um topside de alumínio enfeitado com cortiça que escondia o cordame. O foco do design no equilíbrio foi exemplar, mas o iate extremo também exigia as habilidades de um excelente capitão, que optou por opções de escolha para Charlie Barr. Enfrentando o desafiante igualmente ousado Shamrock III, Barr liderou a Reliance à vitória em apenas três corridas.

### 1914–1937: A Regra Universal
Apesar do imenso sucesso do Reliance, ele foi usada apenas uma temporada, seu design e manutenção a impediram de ser usado para qualquer outra finalidade que não fosse a defesa de uma copa. O extremo de ambos os contendores da copa de 1903 encorajou Nathanael Herreshoff a tornar os barcos mais saudáveis e duráveis, criando uma nova regra. Propondo no mesmo ano a Regra Universal, acrescentou os elementos de comprimento total e deslocamento, em benefício de cascos pesados e volumosos e também dividiu os barcos em classes, sem prejudicar a área de navegação. Isso foi contra os American Yacht Clubs e a British Yacht Racing Association's, cujo desejo geral era de promover velocidade a todo custo para barcos da copa, mas o NYYC adotou a proposta de Herreshoff. Lipton defendeu por muito tempo um tamanho menor de iates na nova regra, e o NYYC concedeu a setenta e cinco pés em 1914. Lipton recorreu a Charles Ernest Nicholson para seu quarto desafio e obteve um design excelente sob a forma nada auspiciosa de Shamrock IV, com travessa plana. Ele foi o iate mais poderoso naquele ano, e o NYYC apresentou três candidatos à taça para defender a taça: de Defiance de George Owen a Vanitie de William Gardner, foi Herreshoff quem projetou o mais sábio de todos os contendores. Seu último desenho para a taça, o Resolute, era pequeno, o que ganhava uma margem de tempo significativa em relação a outros iates. Barr havia morrido, mas sua tripulação tripulava o Resolute, que enfrentou forte concorrência de Vanitie, mas venceu os testes de seleção, antes que a Copa fosse suspensa com o início da Primeira Guerra Mundial.
Shamrock IV estava cruzando o Atlântico com o iate a vapor Erin, com destino às Bermudas, quando a Grã-Bretanha declarou guerra à Alemanha em 5 de agosto de 1914. Harold Stirling Vanderbilt, o Comodoro do New York Yacht Club, havia enviado seu próprio iate, o Vagrant, de Rhode Island para as Bermudas para encontrá-los e escoltá-los para os Estados Unidos. O Vagrant chegou no dia 8. Sem rádio, a tripulação não soube da declaração de guerra. Encontrando todos os marcadores de navegação faltando, a tripulação do Vagrant tentou escolher seu próprio caminho através da barreira de recifes. A bateria de St. David disparou um tiro de advertência para detê-los. Shamrock IV e Erin chegaram no dia seguinte. A Copa América foi cancelada naquele ano.

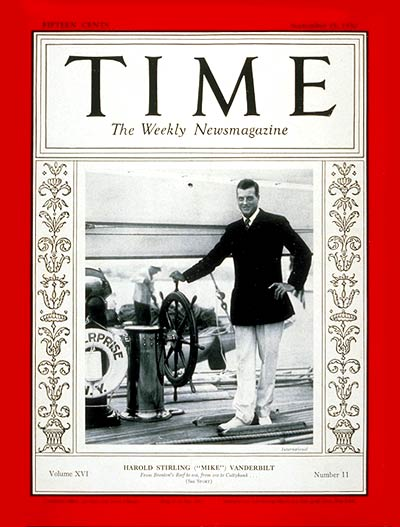
Harold Vanderbilt, Enterprises skipper, 1930

O Shamrock IV e o Erin seguiram para Nova York, de onde o Erin voltou para a Grã-Bretanha enquanto o Shamrock IV ficou estacionado na doca seca da Bacia de Erie até 1920, quando recebeu alguns ajustes em sua construção e lastro, pouco antes do início das corridas. Apesar da classificação severa de Shamrock IV, ela venceu as duas primeiras corridas do defensor Resolute e esteve mais perto de reconquistar a Copa do que qualquer outro adversário. O Resolute venceu todas as corridas subsequentes do evento.
O Shamrock IV nunca mais foi disputado, mas a regra universal atraiu um apelo significativo, especialmente no pequeno Classe M. Acreditando que a nova regra oferecia uma séria oportunidade para os britânicos levarem a Copa, Lipton desafiou pela quinta e última vez aos 79 anos, em 1929. O Classe J foi o escolhido para a disputa, à qual foram adicionados escanteio Lloyds 'A1 regras para garantir que os iates estariam em condições de navegar e equilibrados, dado o requisito do Deed of Gift para os iates navegarem para a partida em seu "próprio fundo". O comprimento da linha d'água foi definido entre 76 pés (23,16 m) e 88 pés (26,82 m), e não haveria margem de tempo. Nicholson foi escolhido para projetar o desafiante Shamrock V e, apesar do Crash de Wall Street, quatro sindicatos de NYYC responderam à ameaça e construíram um candidato à copa cada. O local foi transferido para Newport, Rhode Island, onde, o novo arquiteto naval da Herreshoff Manufacturing Company, Starling Burgess, usou seu sucesso na Classe M e sua experiência como projetista de aviões durante a guerra para construir o defensor do sindicato Vanderbilt Enterprise, o menor Classe J. Enquanto isso, o filho de Herreshoff, L. Francis Herreshoff, projetou um barco radical: o Whirlwind, apesar de ser o barco mais avançado com sua construção de "canoa" de duas pontas e instrumentos eletrônicos, manobrava muito desajeitadamente. Os antigos Resolute e Vanitie de 75 pés foram reconstruídos e convertidos para a Classe J para servir como cavalos de teste. O capitão do Enterprise, Harold Vanderbilt, venceu os testes de seleção com grande dificuldade. Quando Shamrock V foi revelado, ela era um barco de madeira desatualizado com um mastro de madeira e teve um desempenho ruim. O Enterprise foi então equipado com o primeiro mastro de duralumínio do mundo, muito leve com 4.000 lb (1.800 kg), e venceu seu oponente com força.
Lipton morreu em 1931, e o industrial da aviação inglês Sir Thomas Sopwith comprou o Shamrock V com a intenção de preparar o próximo desafio. Às habilidades de Nicholson, ele acrescentou conhecimentos aeronáuticos e materiais que intensificariam a rivalidade em uma corrida tecnológica. Em 1934, o Royal Yacht Squadron lançou um desafio para o recém-construído Endeavour de Sopwith . Por ser revestida de aço, ele era menos desfavorecido do que o Shamrock V, especialmente depois que um limite mínimo de peso do mastro foi definido para 5.500 lb (2.500 kg), pois isso tornava a tecnologia americana de duralumínio menos vantajosa para esta competição. O Endeavor recebeu inovações significativas, mas Sopwith não conseguiu garantir os serviços de todo o seu Shamrock V devido a uma greve salarial da tripulação. Ele contratou amadores para completar sua equipe e, embora o Endeavour tenha sido descrito unanimemente como o barco mais rápido da Copa, vencendo as duas primeiras corridas, táticas falhadas e inexperiência da tripulação o perderam nas quatro corridas seguintes para o novo defensor Rainbow de Vanderbilt.

## Defensores e desafiantes
| Ano  | Clube Defensor                   | Atual campeão                | Resultado | Desafiante           | Clube Desafiante                 | Local                             |
| ---- | -------------------------------- | ---------------------------- | --------- | -------------------- | -------------------------------- | --------------------------------- |
| 1851 | Royal Yacht Squadron             | Aurora                       | 0–1       | America              | New York Yacht Club              | Cowes, Ilha de Wight, Reino Unido |
| 1870 | New York Yacht Club              | Magic                        | 1–0       | Cambria              | Royal Thames Yacht Club          | Nova York, Estados Unidos         |
| 1871 | New York Yacht Club              | Columbia (2-1), Sappho (2-0) | 4–1       | Livonia              | Royal Harwich Yacht Club         | Nova York, Estados Unidos         |
| 1876 | New York Yacht Club              | Madeline                     | 2–0       | Countess of Dufferin | Royal Canadian Yacht Club        | Nova York, Estados Unidos         |
| 1881 | New York Yacht Club              | Mischief                     | 2–0       | Atalanta             | Bay of Quinte Yacht Club         | Nova York, Estados Unidos         |
| 1885 | New York Yacht Club              | Puritan                      | 2–0       | Genesta              | Royal Yacht Squadron             | Nova York, Estados Unidos         |
| 1886 | New York Yacht Club              | Mayflower                    | 2–0       | Galatea              | Royal Northern Yacht Club        | Nova York, Estados Unidos         |
| 1887 | New York Yacht Club              | Volunteer                    | 2–0       | Thistle              | Royal Clyde Yacht Club           | Nova York, Estados Unidos         |
| 1893 | New York Yacht Club              | Vigilant                     | 3–0       | Valkyrie II          | Royal Yacht Squadron             | Nova York, Estados Unidos         |
| 1895 | New York Yacht Club              | Defender                     | 3–0       | Valkyrie III         | Royal Yacht Squadron             | Nova York, Estados Unidos         |
| 1899 | New York Yacht Club              | Columbia                     | 3–0       | Shamrock             | Royal Ulster Yacht Club          | Nova York, Estados Unidos         |
| 1901 | New York Yacht Club              | Columbia                     | 3–0       | Shamrock II          | Royal Ulster Yacht Club          | Nova York, Estados Unidos         |
| 1903 | New York Yacht Club              | Reliance                     | 3–0       | Shamrock III         | Royal Ulster Yacht Club          | Nova York, Estados Unidos         |
| 1920 | New York Yacht Club              | Resolute                     | 3–2       | Shamrock IV          | Royal Ulster Yacht Club          | Nova York, Estados Unidos         |
| 1930 | New York Yacht Club              | Enterprise                   | 4–0       | Shamrock V           | Royal Ulster Yacht Club          | Newport, Estados Unidos           |
| 1934 | New York Yacht Club              | Rainbow                      | 4–2       | Endeavour            | Royal Yacht Squadron             | Newport, Estados Unidos           |
| 1937 | New York Yacht Club              | Ranger                       | 4–0       | Endeavour II         | Royal Yacht Squadron             | Newport, Estados Unidos           |
| 1958 | New York Yacht Club              | Columbia                     | 4–0       | Scepter              | Royal Yacht Squadron             | Newport, Estados Unidos           |
| 1962 | New York Yacht Club              | Weatherly                    | 4–1       | Gretel               | Royal Sydney Yacht Squadron      | Newport, Estados Unidos           |
| 1964 | New York Yacht Club              | Constellation                | 4–0       | Sovereign            | Royal Thames Yacht Club          | Newport, Estados Unidos           |
| 1967 | New York Yacht Club              | Intrepid                     | 4–0       | Dame Pattie          | Royal Sydney Yacht Squadron      | Newport, Estados Unidos           |
| 1970 | New York Yacht Club              | Intrepid                     | 4–1       | Gretel II            | Royal Sydney Yacht Squadron      | Newport, Estados Unidos           |
| 1974 | New York Yacht Club              | Courageous                   | 4–0       | Southern Cross       | Royal Perth Yacht Club           | Newport, Estados Unidos           |
| 1977 | New York Yacht Club              | Courageous                   | 4–0       | Australia            | Sun City Yacht Club              | Newport, Estados Unidos           |
| 1980 | New York Yacht Club              | Freedom                      | 4–1       | Australia            | Royal Perth Yacht Club           | Newport, Estados Unidos           |
| 1983 | New York Yacht Club              | Liberty                      | 3–4       | Australia II         | Royal Perth Yacht Club           | Newport, Estados Unidos           |
| 1987 | Royal Perth Yacht Club           | Kookaburra III               | 0–4       | Stars and Stripes 87 | San Diego Yacht Club             | Fremantle, Austrália              |
| 1988 | San Diego Yacht Club             | Stars and Stripes 88         | 2–0       | KZ1 New Zealand      | Mercury Bay Boating Club         | San Diego, Estados Unidos         |
| 1992 | San Diego Yacht Club             | America3                     | 4–1       | Il Moro di Venezia   | Compagnia della Vela             | San Diego, Estados Unidos         |
| 1995 | San Diego Yacht Club             | Young America                | 0–5       | Black Magic          | Royal New Zealand Yacht Squadron | San Diego, Estados Unidos         |
| 2000 | Royal New Zealand Yacht Squadron | Team New Zealand             | 5–0       | Luna Rossa           | Yacht Club Punta Ala             | Auckland, Nova Zelândia           |
| 2003 | Royal New Zealand Yacht Squadron | Team New Zealand             | 0–5       | Alinghi              | Sociedade Náutica de Genebra     | Auckland, Nova Zelândia           |
| 2007 | Sociedade Náutica de Genebra     | Alinghi                      | 5–2       | Team New Zealand     | Royal New Zealand Yacht Squadron | Valência, Espanha                 |
| 2010 | Sociedade Náutica de Genebra     | Alinghi 5                    | 0–2       | USA-17               | Golden Gate Yacht Club           | Valência, Espanha                 |
| 2013 | Golden Gate Yacht Club           | Oracle Team USA 17           | 9–8       | Aotearoa             | Royal New Zealand Yacht Squadron | São Francisco, Estados Unidos     |
| 2017 | Golden Gate Yacht Club           | Oracle Team USA 17           | 1–7       | Aotearoa             | Royal New Zealand Yacht Squadron | Bermudas                          |
| 2021 | Royal New Zealand Yacht Squadron | Te Rehutai                   | 7–3       | Luna Rossa           | Circolo della Vela Sicilia       | Auckland, Nova Zelândia           |
| 2024 | Royal New Zealand Yacht Squadron | Taihoro                      | 7–2       | Britannia RB3        | Royal Yacht Squadron             | Barcelona, Espanha                |

     Vencedor no desafio ao campeão

## Clubes e capitães vencedores
Registros de clubes e capitães com mais vitórias na America's Cup.
Clubes com mais vitórias
 New York Yacht Club: 25–1

 Royal New Zealand Yacht Squadron: 5–3

 San Diego Yacht Club: 3–1

 Sociedade Náutica de Genebra: 2–1

 Golden Gate Yacht Club: 2–1

 Royal Perth Yacht Club: 1–3
Capitães com mais vitórias
 Peter Burling - Vitórias 2017, 2021, 2024 - Venceu 22 / Perdeu 9

 Russell Coutts – Vitórias 1995, 2000, 2003 – Venceu 14 / Perdeu 0

 Dennis Conner – Vitórias 1980, 1987, 1988 – Venceu 13 / Perdeu 5

 Harold Stirling Vanderbilt – Vitórias 1930, 1934, 1937 – Venceu 12 / Perdeu 2

 Charlie Barr – Vitórias 1899, 1901, 1903 – Venceu 9 / Perdeu 0

 Jimmy Spithill – Vitórias 2010, 2013 – Venceu 17 / Perdeu 23

## Na cultura popular
Em 1928, o presidente da Goodyear, Paul W. Litchfield, iniciou a tradição de batizar os dirigíveis da empresa com os iates da America's Cup, incluindo America, Puritan, Mayflower, Volunteer, Vigilant, Defender, Reliance, Resolute, Enterprise, Rainbow, Ranger, Columbia e Stars & Stripes.
O filme de 1992 Wind é em grande parte sobre as corridas da Copa América no final da era dos 12 metros. Embora os nomes tenham sido alterados, trata-se principalmente da perda e retorno de Dennis Conner nos anos 80.
O documentário The Wind Gods: 33rd America's Cup (2011) gira em torno dos esforços da Oracle Team USA para disputar a 33ª America's Cup. David Ellison colaborou com o jornalista americano Julian Guthrie no filme; Mais tarde, Guthrie escreveu The Billionaire and the Mechanic, um livro de não-ficção que detalha a história do Oracle Team USA.
Em 2021, a banda australiana de rock psicodélico Pond lançou um single intitulado America's Cup. A canção gira em torno da gentrificação da Austrália Ocidental e Fremantle, a cidade anfitriã da Copa América de 1987, após a vitória da Austrália na Copa América de 1983 com o iate Australia II. O vídeo da música destaca o troféu da Copa América sendo 'leilado' para o maior lance.
Em 2022, a Netflix lançou Untold: The Race of the Century, um filme sobre a vitória da equipe australiana na corrida de 1983.

## Ligações Externas
- Site oficial (em inglês)
- Herreshoff Marine Museum / America’s Cup Hall of Fame (em inglês)
- Fotografias da década de 1890, J.S. Johnston (em inglês)
- CupInfo.com Detalhes da história da America's Cup (em inglês)